# سكك الحديد الهندية
.

خريطة تخطيطية تبين شبكات سكك الحديد الهندية

سكك الحديد الهندية (باللغة الهندية |भारतीय रेल باهاراتيا ريل) تختصر IR هي دائرة حكومية هندية تتبع لوزارة سكك الحديد في الحكومة الهندية، وهي مسؤولة عن تشغيل شبكة القطارات في الهند. شبكة القطارات في الهند هي أحد أكبر شبكات سكك الحديد في العالم وأكثرها ازدحاماً حيث تنقل 16 مليون مسافر ويشحن عبرها أكثر من مليون طن من البضائع يومياً.

إن سكك الحديد الهندية هي تاسع أكبر مشغّل تجاري في العالم حيث يعمل فيها 1.4 مليون موظف، و بين شركات مختلفة حول العالم. وتمتد شبكتها على طول البلاد وعرضها بطول 63,140 كم وتشغّل 14,444 قطار بشكل يومي موزعة على 200,000 عربة.
استخدمت سكك الحديد في الهند لأول مرة في 1853 ان ذلك بين مدينتي بومباي وثين وبحلول عام 1947 وهو العام الذي استقلت فيه الهند كان هناك 42 نظام للسكك في البلاد. في عام 1951 تم تعميم الأنظمة في نظام موحد يجمع كل تلك الشبكات مشكلةً بذلك أحد أكبر شبكات القطارات في العالم، حيث تتميز هذه السكك بتنظيمها رحلات يومية مختلفة على شبكة من السكك الحديدية متعددة المقاييس ( مقاييس واسعة بالأمتار، ومقاييس ضيقة ) التي قد تكون رحلات طويلة أو قصيرة بين ضواحي الهند، كما أن لسكك الحديد الهندية مرافق لإنتاج القاطرات وعربات القطارات في عدة مناطق في الهند حيث يقومون بتحديد المقاييس الخاصة بهم مثل قدرة القاطرة وقوتها وتشغيلها، وبسبب انتاجها للقاطرات وصلت انتاجاتها لـ 24 ولاية وثلاثة أقاليم متحدة، أيضاً تتوفر فيها خدمات دولية محدودة لنيبال وبنغلاديش وباكستان.
تحتوي IR على عربات شحن يبلغ عددها أكثر من 229.381 و59,713 عربة للركاب و9,213 قاطرة، وتتميز قطارات السكك الحديدية في الهند بإستخدامها لنظام ترقيمي يتكون من 5 أرقام من أجل تنظيم القطارات في نفس الوقت الذي تدير فيه حوالي 10,000 قطاراً في كل يوم .
في 31 مارس 2012 م تم وضع الكهرباء على طول طريق السكك الحديدية في الهند بنسبة 34% من إجمالي 65,000 كم ( 40,000 ميل ) أي حوالي 22,224 كم (13,809 ميل )

## التاريخ

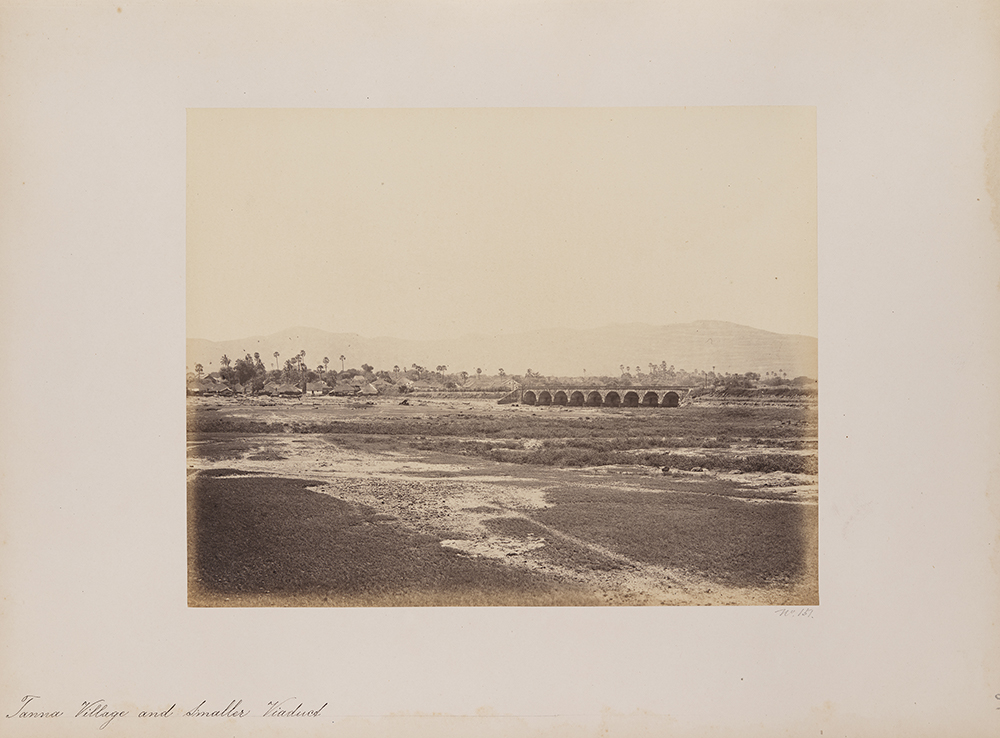
أقصر جسر للسكك الحديدية في ثين في عام 1855.

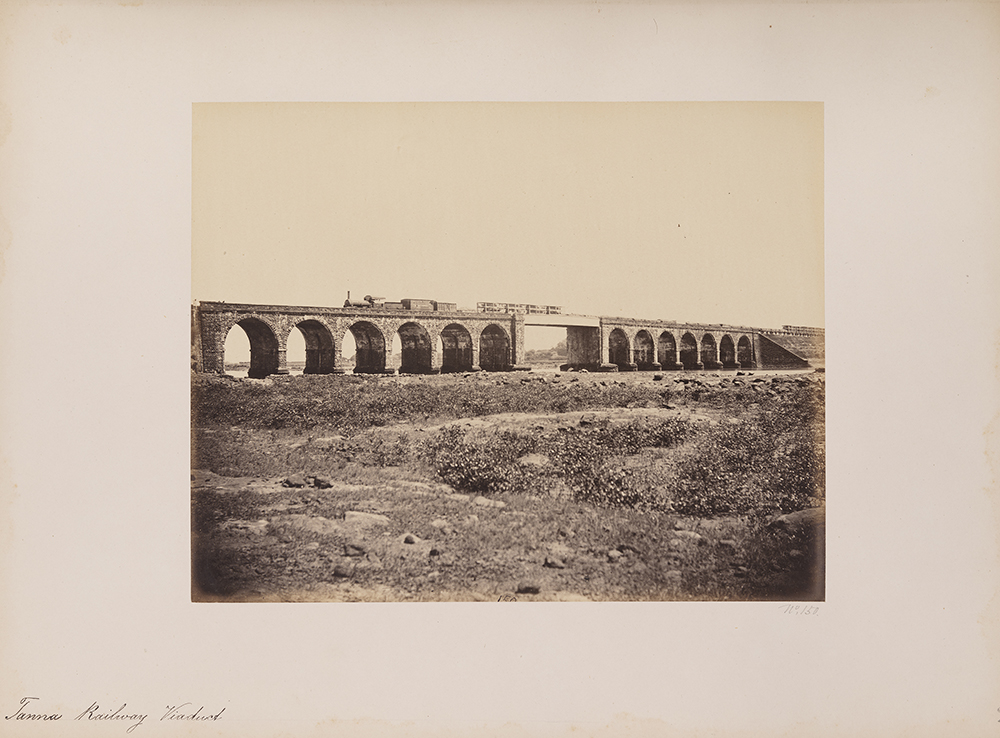
يسافر قطار ركاب عبر قوس السكك الحديدية الطويل في تانا بالقرب من بومباي في عام1855

بدأ تاريخ النقل قي الهند باستخدام السكك الحديدية في منتصف القرن التاسع عشر، فلم يكن هناك كيلومتر واحد من خط السكك الحديدية في الهند في عام 1849. وفي عام 1857 أصبح المهندس البريطاني روبرت ميتلاند بريريتون المسؤول عن التوسع في السكك الحديدية في الهند وفي يونيو 1867 بعد التوسع قامت شركة السكك الحديدية الهندية الشرقية بفتح خط بين مدينتي الله أباد وجابول بور.حيث كان روبرت مسؤولاً عن ربطها جميعاً مع شبه الجزيرة الهندية الكبرى وبسبب هذا تكونت شبكة مشتركة من خطوط السكك الحديدة في الهند طولها 6400 كم (4,000 ميل ). ونتيجة لتلك الشبكة المتفرعة أصبح من الممكن أن يسافر الناس مباشرة من مومباي إلى كالكتا، وقد افتتح هذا الطريق رسمياً في 7 مارس 1870 وقد ذكر الكاتب الفرنسي جول فيرن سكة الحديد الهندية في روايته حول العالم في ثمانين يوما، حيث ذكر في روايته أن نائب الملك والذي يدعى السيد مايو قال في حفل الافتتاح :
| سكك الحديد الهندية | من الجميل أن نجد في القريب العاجل أن هذه البلد بأكملها قد غطتها شبكة الخطوط الحديدية في نظام موحد | سكك الحديد الهندية |

في عام 1875 استثمرت شركات السكك الحديدية البريطانية حوالي 95 مليون جنيه إسترليني في مشروع السكك الحديدية الهندية.
في عام 1880 قدرت عدد الكيلومترات التي قطعتها سكك الحديد الهندية بـ 14500 كم (9,000 ميل )، وبالأكثر بين مدن الموانئ الرئيسية الثلاثة وهي مومباي، كالكتا ومدراس . بعد 15 سنة وبالتحديد في عام 1895 كانت الهند قد بدأت بناء القاطرات الخاصة بها، وأرسلت في عام 1896 القاطرات والمهندسين للمساعدة في بناء السكك الحديدية لأوغندا .
أصبحت شركة GIPR في عام 1900 م مملوكة للحكومة الهندية فتوسعت شبكة خطوط السكك الحديدية في العصر الحديث حيث وصلت إلى ولايات مختلفة مثل آسام، راجاستان وأندرا برديش، وسرعان ما بدأت الممالك المختلفة المستقلة ليكون لديها نظام خاص بها في السكك الحديدية. وبعد 5 سنوات وبالتحديد في عام 1905 أُنشئ مجلس السكك الحديدية لأول مرة ولكن كانت سلطته واستثماره يُدار تحت إمرة السياسي البريطاني جورج كورزون الذي شغل منصب الحاكم العام للهند البريطانية في ذلك الوقت. حيث خدم تحت وزارة التجارة والصناعة، فقد كان مسؤولاً ومديراً للسكك الحديدية من إنجلترا ووكيلاً تجارياً لواحدة من إحدى شركات السكك الحديدية وبسبب ذلك وللمرة الأولى في تاريخها بدأت السكك الحديدية في الهند بالتقدم والتطور.
في عام 1907 قامت الحكومة الهندية بتملك أغلب شركات السكك الحديدية وفي العام التالي ظهرت أولى القاطرات الكهربائية . وقد استُخدمت السكك الحديدية مع ظهور الحرب العالمية الأولى بشكل أكبر من ذي قبل وذلك لتلبية احتياجات البريطانيين خارج الهند ونتيجة لإستخدامها الكبير في هذه الحرب أصبحت السكك الحديدية في حالة من العطب والانهيار في نهاية الحرب العالمية الأولى .
في عام 1920 بعدما توسعت شبكة خطوط السكك الحديدية إلى 61220 كم تم طرح الحاجة إلى وجود إدارة مركزية لخطوط السكك الحديدية من قبل السير وليام آكوورث، لذا قامت الحكومة إلى هذا الإجراء اتخذت لجنة السكك الحديدية الهندية برئاسة آكوورث على إدارة السكك الحديدية وذلك بفصل الشؤون المالية للسكك الحديدية من الإيرادات الحكومية الأخرى.
ازدهرت خطوط سكة الحديد الهندية اقتصادياً بين عامي 1920 و1929، حيث كانت هناك 41000 كيلومتر من خطوط السكك الحديدية لخدمة الوطن، وقد وصل قيمة رأس المال فيها إلى 687,000,000 جنيه إسترليني وحملوا أكثر من 620 مليون مسافر وحوالي 90 مليون طن من البضائع كل عام.، ولكن في سنة الكساد الكبير عانت خطوط السكك الحديدية الهندية اقتصادياً لمدة ثمان سنوات. شلت الحرب العالمية الثانية السكك الحديدية بشكل كبير . ففي بداية عام 1939 اتخذت 40٪ من الأسهم المتداولة بما في ذلك القاطرات والحافلات إلى منطقة الشرق الأوسط وتم تفكيك العديد من خطوط السكك الحديدية الهندية وتحولت ورش السكك الحديدية إلى ورش لعمل الذخائر لمساعدة البريطانيين في حربهم، وبحلول عام 1946 أصبحت أنظمة السكك الحديدية برئاسة الحكومة.

## البنية التنظيمية

### مناطق السكك الحديدية
تنقسم السكك الحديدية الهندية إلى مناطق وتقسم هذه المناطق إلى أقسام. وقد تزايد عدد المناطق من 6 إلى 8 عام 1951 ثم 9 عام 1952 ثم وصل العدد إلى 16 منطقة عام 2002/2003. كل منطقة تنقسم إلى أقسام ولكل منها مقر ويصل عددها إل 68 قسما.
| رقم | اسم المنطقة               | اختصار. | تاريخ الإنشاء  | المقر        | الأقسام                                                               |
| --- | ------------------------- | ------- | -------------- | ------------ | --------------------------------------------------------------------- |
| 1.  | المركزية                  | CR      | 5 نوفمبر 1951  | ممباي        | ممباي، بوساوال، بونا، سولابور، ناغبور                                 |
| 2.  | الشرقية المركزية          | ECR     | 1 أكتوبر 2002  | هاجيبور      | دانابور، دانباد، موغالساري، ساماستيبور، سونبور                        |
| 3.  | الساحل الشرقي             | ECoR    | 1 أبريل 2003   | بوبانسوار    | جاتاني، سامبال بور، فيساخاباتنام                                      |
| 4.  | الشرقية                   | ER      | أبريل, 1952    | كلكتا        | هاوراه، سيالداه، أسانسول، مالدا                                       |
| 5.  | الشمالية المركزية         | NCR     | 1 أبريل 2003   | الله آباد    | الله أباد، أغره، جهانسي                                               |
| 6.  | الشمالية الشرقية          | NER     | 1952           | جوركهبور     | Izzatnagar، لكهنؤ، فاراناسي                                           |
| 7.  | الشمالية الغربية          | NWR     | 1 أكتوبر 2002  | جي بور       | جي بور، أجمير، بيكانر، جودبور                                         |
| 8.  | الحدود الشمالية الشرقية   | NFR     | 1958           | جواهاتي      | أليبوقيوار ‏, كاتيحار، Lumding، Rangia، تينسوكيا                       |
| 9.  | الشمالية                  | NR      | 14 أبريل 1952  | دلهي         | دلهي، أمبالا، فيروزفور، لكهنؤ، مراد أباد                              |
| 10. | الجنوبية المركزية         | SCR     | 2 أكتوبر 1966  | سيكوندر أباد | سيكوندر أباد، حيدر أباد، Guntakal، Guntur, نانديد ‏, فيجاياوادا        |
| 11. | الجنوبية الشرقية المركزية | SECR    | 1 أبريل 2003   | بيلاشبور     | بيلاشبور، رايبور، ناغبور                                              |
| 12. | الجنوبية الشرقية          | SER     | 1955           | كلكتا        | Adra، Chakradharpur، Kharagpur، رانشي                                 |
| 13. | الجنوبية الغربية          | SWR     | 1 أبريل 2003   | هوبالي       | هوبالي، بنغالور، ميسور                                                |
| 14. | الجنوبية                  | SR      | 14 أبريل 1951  | تشيناي       | تشيناي، مادوراي، بالاكاد، سالم (الهند)، تيروشيربالي، تيروفانانتابورام |
| 15. | الغربية المركزية          | WCR     | 1 أبريل 2003   | جبل بور      | جبل بور، بوبال، كوتا                                                  |
| 16. | الغربية                   | WR      | 5 نوفمبر 1951  | ممباي        | ممباي المركزية، فادودارا، راتلام، أحمد آباد، راجكوت، بهافناجار        |
| 17. | مترو كالكتا               | MR      | 31 ديسمبر 2010 | كالكتا       |                                                                       |

ويتبع مترو كلكتا مؤسسة السكك الحديد الهندية في الملكية والإدارة إلا أنه لا يعنبر أحد هذه المناطق الستة عشر ولكنه يعتبر إداريا منطقة سكك حديدية.

### التوظيف والتدريب
يتم تصنيف الموظفين في الجريدة الرسمية (مجموعة 'A' و'B') وغير المعلن عن الموظفين (بمجموعة C "و" D ") ويتم تعيين الموظفين في مجموعة 'A' وهي المجموعة المعلن عنها من قبل ويتم توظيف ضباط (المجموعة"A")من خلال الخدامات الهندسية الهندية والخدمات المدنية في الامتحانات الذي أجرتها لجنة اتحاد الخدمة العامة(UPCS) .، ويتم توظيف مجموعتي 'C' و'D' على السكك الحديدية الهندية من خلال 20 محكم في مجلس توظيف السكك الحديدية .).، حيث يتم بعدها تدريب الكوادر في 6 مراكز رئيسية تابعة لها.

## وحدات الإنتاج
تقوم السكك الحديدية الهندية بتصنيع الكثير من القاطرات والمركبات والمعدات الهندسية الثقيلة في مصانعها الستة حيث تدعى هذه الوحدات بوحدات الإنتاج والتي تدار مباشرة من قبل الوزارة.
| #  | الاسم                            | إختصار الاسم | سنة التأسيس | الموقع                | المنتجات الرئيسية           |
| -- | -------------------------------- | ------------ | ----------- | --------------------- | --------------------------- |
| 1. | Golden Rock Locomotive Workshops | GOC          | 1928        | تيريوشيراببالي        | Diesel-electric Locomotives |
| 2. | Chittaranjan Locomotive Works    | CLW          | 1947        | Chittaranjan، أسانسول | Electric Locomotives        |
| 3. | Diesel Locomotive Works          | DLW          | 1961        | فاراناسي              | Diesel Locomotives          |
| 4. | Diesel-Loco Modernisation Works  | DMW          | 1981        | باتيالا               | Diesel-electric Locomotives |
| 5. | Integral Coach Factory           | ICF          | 1952        | تشيناي                | Passenger coaches           |
| 6. | Rail Coach Factory               | RCF          | 1986        | كابورتهالا            | Passenger coaches           |
| 7. | Rail Wheel Factory               | RWF          | 1984        | بنغالور               | Railway wheels and axles    |
| 8. | Rail Wheel Factory               | RWF          | 2011        | تشابرا (الهند)        | Railway wheels and axles    |
| 9. | Rail Coach Factory, Raebareli    | RCF          | 2012        | راي بريلي ‏            | Passenger coaches           |

## شركات أخرى تابعة للسكك الحديدية

### الفروع
تقوم السكك الحديدية الهندية بتصنيع القطارات والمكونات الهندسية الثقيلة في ستة مصانع, وتدعى وحدة الإنتاج, التي تدار مباشرة من قبل الوزارة.
كما هو الحال في معظم الاقتصادات النامية، والسبب الرئيسي لذلك كانت سياسة استيراد وتوريد المنتجات التكنلوجية المتصلة بها غالية الثمن وعندما تكون الحالة العامة للصناعة الوطنية الهندسية غير ناضج.
يرأس كل وحدات الإنتاج الستة المدير العام للسكك الحديدية الهندية، الذي يستطيع تقديم تقاريره مباشرة إلى مجلس السكك الحديدية الهندية.